# Maroneia
Maroneia (Oudgrieks: Μαρώνεια of Μαρωνείτης) was een rijke en machtige stad van de Cicones in Thracië nabij de Egeïsche Zee, niet ver van het Ismarismeer. Vanaf 2011 is Maroneia een deelgemeente van de fusiegemeente Maroneia-Sapes in de bestuurlijke regio (periferia) Oost-Macedonië en Thracië.

## Geschiedenis
Er wordt gezegd dat de stad is gesticht door Maron, een zoon van Dionysus of volgens andere een gezel van Osiris, maar Scymnus stelt dat de stad werd gesticht door een kolonie van Chios in het vierde jaar van de negenenvijftigste Olympiade (540 v.Chr.). Samen met andere Ciconische steden als Ismaros en Xantheia bestond de stad echter al in de 7e eeuw v.Chr. Plinius maior vertelt ons dat de oudere naam van de stad Ortagurea was.
De inwoners van Maroneia vereerden Dionysus - in een triade met Zeus en Maron - op een bijzondere manier, zoals we kunnen opmaken uit hun verfijnde lokale munten die ze vanaf de 6e eeuw v.Chr. tot haar vereniging met Macedonië bleef slaan. Dit kwam waarschijnlijk door sterke wijn, zoals die door Maron aan Odysseus werd gegeven bij Homerus en die deze gebruikte om Polyphemus met dronken te voeren. Deze was over de gehele antieke werd bekend en werd beweerd de geur van Nectar te hebben. Ze zou ook met twintigmaal haar eigen hoeveelheid in water kunnen gemengd worden. En volgens Plinius kwam men, bij een experiment door Mucianus, die Homerus' stelling in verband met deze aanlenging van de wijn betwijfelt, gedaan tot de conclusie dat het zelfs een nog grotere hoeveelheid water kon verdragen.
Maroneia is de geboorteplaats van Hipparchia (4e eeuw v.Chr.), één van de eerste vrouwelijke filosofen, de echtgenote van de filosoof Krates van Thebe, boegbeeld van de Cynische wijsbegeerte. 
In 200 v.Chr. werd Maroneia ingenomen door Philippus V van Macedonië en toen hij door de Romeinen verordonneerd werd de Thracische steden te ontruimen, koelde hij zijn woede door een groot deel van de inwoners van de stad af te slachten. De Romeinen gaven vervolgens Maroneia aan Attalus, maar de inwoners ontnamen deze al snel terug van zijn nieuwe stad door de stad vrij te verklaren. Maroneia werd later door Constantijn Porphyrogenitus erkend onder de steden van Macedonië. Later Marogna genoemd werd het de zetel van de aartsbisschop.
Reinach vermeldde Byzantijnse en Venetiaanse overblijfselen en restanten van witte marmer. Een klein marmeren theater werd in de vroege 20e eeuw vernietigd.

## Beroemde inwoners van Maroneia
- Hipparchia van Maroneia
- Sotades van Maroneia